# Glottolog
Glottolog es una base de datos bibliográfica de las lenguas menos conocidas del mundo, desarrollada y administrada primero en el Instituto Max Planck de Antropología Evolutiva en Leipzig, Alemania, y desde 2015 en el Instituto Max Planck de Ciencia de la Historia Humana en Jena, Alemania.
Glottolog proporciona una lista de las lenguas, familias de lenguas y bibliografías de los idiomas menos hablados del mundo. Difiere del catálogo similar Ethnologue en varios aspectos:
- Busca solo aceptar lenguas que los editores hayan podido confirmar que existen y sean distintas de otras más conocidas (variedades que no hayan sido confirmadas, pero provienen de alguna otra fuente, son catalogadas como "espurio" o "no atestiguado");
- Intenta solo clasificar familias de lenguas que han sido demostradas como válidas;
- Se proporciona información bibliográfica, especialmente para lenguas poco conocidas; y,
- Hasta cierto punto, los nombres alternativos están listados según las fuentes que los utilizan.[1] Los nombres de las lenguas utilizadas en las entradas bibliográficas están identificados por el código ISO 639-3 o el código propio de Glottolog (Glottocode);
- A excepción de una sola localización en un mapa en su respectivo centro geográfico, ninguna información etnográfica o demográfica es proporcionada. Los enlaces externos dirigen a ISO, Ethnologue y otras bases de datos de lenguas digitales.

Edición 2.2 publicada en línea en 2013 y bajo licencia de Creative Commons Attribution-Sharealike 3.0 Unported License. Edición 2.4 publicada en 2015 y edición 3.0 en 2017.

## Familias de lenguas
Glottolog es más conservador en su clasificación que otras bases de datos digitales al establecer conexiones entre lenguas y grupos dentro de familias pero más liberales al considerar lenguas no clasificadas como aisladas. La edición 2.4 enlista 425 familias de lenguas orales, incluyendo aisladas, y 75 familias de lenguas de señas y aisladas, hasta ahora.
Las lenguas criollas se clasifican junto con el idioma que les brindó su léxico básico.
Además de las lenguas clasificadas en familias, Glottolog reconoce 79 pidgins (incluyendo una lengua de señas pidgin), 24 lenguas mixtas, 8 lenguas artificiales, 9 registros de discurso (incluyendo 3 sistemas de señas auxiliares), 118 atestiguadas pero no clasificadas lenguas (incluyendo 2 lenguas de señas), 61 lenguas no atestiguadas, y 270 lenguas espurio (como artículos ISO retirados, e incluyendo 3 lenguas de señas) mantenidas por propósitos bibliográficos.